# IMOS
IMOS (Interactive Multiprogramming Operating System) est une famille de systèmes d'exploitation développée par la société NCR Corporation.
IMOS III, puis IMOS IV, systèmes multi-utilisateurs en temps partagé, équipaient le NCR century 8250, un mini-ordinateur de la fin des années 1970 (16 bits, 64 ko de mémoire extensible à 128 ko, disque de 5 Mo à 60 Mo, avec jusqu'à 6 postes de travail), programmable en COBOL 74 et destiné principalement aux applications de gestion. Le système IMOS sera remplacé par ITX (Interactive Transaction Executive) sur les machines des séries 9100.